# 고자역
고자역(일본어: 古座駅, Koza-Eki) 또는 코자역은 일본 와카야마현 히가시무로군 구시모토정에 있는, 서일본 여객철도의 철도역이다. 기세이 본선이 지나가며, 기노쿠니선 소속 열차들을 이용할 수 있다.

한국어 뜻의 역의 이름으로 인해 고자라니 밈이나 고잔역과 엮이기도 한다.

특급 《구로시오》 호가 정차한다.

## 역 구조
섬식 1면 2선 구조의 지상역이다. 역사와 승강장은 건널목으로 이어져 있다. 신구역이 관리하는 간이위탁역으로, 역 업무는 JR 서일본 메인텍이 대신 하고 있다.

### 승강장
| 1 | ■ 기노쿠니선 | 구시모토 · 기이타나베 · 와카야마 방면 |
| 2 | ■ 기노쿠니선 | 기이카쓰우라 · 신구 방면              |

## 역세권 정보
이 지역이 구시모토정으로 편입되기 전에는 고자정의 중심지에 있었던 역이다.
- 국도 제42호선
- 구시모토 정사무소 고자 분청사
- 고자 우체국
- 고자나카미나토 우체국
- 쓰키노세 온천, 유키노하나 온천

## 역사
- 1936년 12월 11일 - 일본국유철도의 역으로 개업하였다.
- 1987년 4월 1일 - 민영화에 따라 서일본 여객철도의 소속이 되었다.

## 인접역
| 서일본 여객철도 기세이 본선 | 서일본 여객철도 기세이 본선 | 서일본 여객철도 기세이 본선 |
| --------------------------- | --------------------------- | --------------------------- |
| 기이타하라 신구 방면        | ■ 기노쿠니선 보통           | 기이히메 와카야마 방면      |